# Tounouga
Tounouga est une localité et une commune rurale du Niger, du département de Gaya, région de Dosso.

## Géographie
La localité de Tounouga est située à 32 km au sud-est du chef-lieu départemental Gaya.
|                     | Bengou            |                  |
| Gaya                | Tounouga          | Dandi ( Nigeria) |
| Malanville ( Bénin) | Bagudo ( Nigeria) |                  |

## Histoire
La commune rurale de Tounouga instaurée en 2002, est issue de la partie nord-ouest du canton de Gaya.

## Population
Lors du recensement général de 2012, la population communale est relevée à 42 849 habitants. La localité compte 8 296 habitants en 2012.

## Localités
La commune s'étend sur  26 villages et 52 hameaux au sud du département de Gaya.

## Services et infrastructures
- Centre de Santé Intégré (CSI) à Tounouga, Dolé et Sabon Birni[5].
- Collège d'enseignement général (CEG) à Tounouga, Sabon Birni.
- Centre de formation des métiers (CFM) à Tounouga.